# Romario Ibarra
Romario Andrés Ibarra Mina (sinh ngày 24 tháng 9 năm 1994) là một cầu thủ bóng đá chuyên nghiệp người Ecuador hiện thi đấu cho câu lạc bộ Pachuca tại Liga MX và đội tuyển quốc gia Ecuador.